# Festival international du film de Saint-Sébastien 2010
Le festival international du film de Saint-Sébastien 2010, 58e édition du festival (58 Festival de San Sebastián ou 58 Donostiako Zinemaldia), s'est tenu du 17 au 25 septembre 2010.

## Jury

### Jurés de la sélection officielle
- Goran Paskaljevic Serbie (président)
- Jo Allen Royaume-Uni
- José Coronado Espagne
- Claudia Llosa Pérou
- Raya Martin Philippines
- Pablo Trapero Argentine
- Lucy Walker Royaume-Uni

## Films

### Sélection officielle

#### En compétition
- A Jamaâ, de Daoud Aoulad-Syad Maroc - France
- Addicted to love de Lui Hao, Chine
- Aita de José María de Orbe, Espagne
- Amigo de John Sayles, États-Unis, Philippines
- Bicicleta, cuchara, manzana de Carles Bosch, Espagne
- Cerro Bayo de Victoria Galardi, Argentine
- Chicogrande de Felipe Cazals, Mexique
- El gran Vazquez de Óscar Aibar, Espagne
- Elisa K de Judith Colell et Jordi Cadena, Espagne
- Genpin de Naomi Kawase, Japon
- Pain noir de Agustí Villaronga, Espagne
- Noël sous l'aurore boréale (Home for Christmas - Hjem til jul) de Bent Hamer, Norvège - Suède - Allemagne
- J'ai rencontré le Diable de Kim Jee-woon, Corée du Sud
- Mystères de Lisbonne (Mistérios de Lisboa) de Raúl Ruiz, Portugal
- Neds de Peter Mullan, Grande Bretagne - France - Italie

#### Hors compétition
- Mange, prie, aime (Eat Pray Love) de Ryan Murphy, États-Unis

## Palmarès

### Prix officiels
- Coquille d'or : Neds de Peter Mullan.
- Prix spécial du jury : 
  - A Jammâ de Daoud Aoulad-Syad pour la simplicité d'une histoire derrière la complexité.
  - Elisa K de Judith Colell et Jordi Cadena pour la façon de dépeindre la violence à laquelle sont exposées les personnes innocentes dans la vie quotidienne.
- Coquille d'Argent du meilleur réalisateur : Raúl Ruiz pour Mystères de Lisbonne.
- Coquille d'Argent de la meilleure actrice : Nora Navas pour Pain noir.
- Coquille d'Argent du meilleur acteur : Connor McCarron pour Neds.
- Prix du jury de la meilleure photographie : Jimmy Gimferrer pour Aita.
- Prix du jury du meilleur scénario : Bent Hamer pour Home for Christmas.

### Prix non officiels
- Prix Nouveau réalisateur : Cao Baoping pour The equation of love and death.
- Prix Horizons : Gasolina de Julio Hernández Cordón.
- Prix du public : Burn After Reading des frères Coen.
- Prix de la Jeunesse : Amorosa Soledad de Martín Carranza et Victoria Galardi.
- Prix TVE - Autre regard : Frozen River de Courtney Hunt.

### Prix Donostia
- Julia Roberts.